# Mikołaj Owen
Mikołaj Owen SJ, (ur. ok. 1550 w Oxfordshire, zm. 12 lub 22 marca 1606) – święty katolicki, jezuita, męczennik.
Za panowania królowej Elżbiety I praktykowanie religii katolickiej traktowane było jako zdrada i od 1585 roku dla kapłanów wyświęconych za granicą karane śmiercią. 

## Życiorys
Mikołaj Owen pochodził z wielodzietnej rodziny Waltera Owena. Z zawodu kamieniarz i cieśla, niewielkiego wzrostu, był jednym z pierwszych jezuitów wśród zakonników angielskich. Do zakonu wstąpił przed 1580 rokiem. 
Dzięki swym umiejętnościom w przechytrzaniu królewskich śledczych, poszukujących katolickich księży, m.in. przez konstruowanie kryjówek (ang. priest hole) w domach ziemian, wśród których były też takie, które mogły pomieścić nawet sześć do dziesięciu osób, zyskał przydomek Little John (Mały Jasiu). A. Hogge w „God’s Secret Agents” przydomek wiąże z budową ciała, gdyż Mikołaj Owen był „niewiele tylko większy od karła”. Jego działania uratowały życie wielu duszpasterzy działających w podziemiu. W tym czasie za bycie księdzem katolickim na terytorium Zjednoczonego Królestwa podlegało oskarżeniu o zdradę stanu. Niektóre z jego konstrukcji zachowały się do czasów współczesnych, m.in. w Harvington Hall koło Birmingham. Kiedy aresztowano Edmunda Campiona, Mikołaj Owen publiczne określił go mianem męczennika. 
Został aresztowany w 1594, wespół z Johnem Gerardem i wkrótce zwolniony. Po uwolnieniu kontynuował działalność pomagając m.in. działającemu w ukryciu H. Garnetowi SJ, prowincjałowi jezuitów. Powtórne aresztowanie nastąpiło w Hindlip Hall, w hrabstwie Worcestershire, gdy podczas rewizji trwającej w sumie dwanaście dni, wyszedł po czterech dniach z kryjówki, w której przebywał z innym jezuitą bez jedzenia i picia. Został przewieziony do Londynu i uwięziony w Tower. W tym czasie w Hindlip przebywał także prowincjał Henry Garnet i jeszcze inny jezuita, schowani w bardzo ciasnej kryjówce, potajemnie karmieni przez gospodarzy przez słomkę. Wyszli z niej dopiero po ośmiu dniach zmuszeni przez potrzeby fizjologiczne. Pochwyceni, zostali przesłuchani przez Radę królewską, której członkiem był także Robert Cecil, osobiście ucieszony z powodu aresztowania Owena. Święty poddawany był bezskutecznie torturom mającym na celu ujawnienie wybudowanych kryjówek. Tortury doprowadziły do jego męczeńskiej śmierci. Okoliczności śmierci i datę podaje się za sprawozdaniem ambasadora Wenecji.
Beatyfikowany został przez papieża Piusa XI 15 grudnia w grupie 136 angielskich męczenników w 1929 roku, a 25 października 1970 kanonizowany w grupie Czterdziestu męczenników Anglii i Walii przez Pawła VI.
Atrybutem świętego Mikołaja Owena jest palma.
Miejscem kultu jest kościół pod wezwaniem Świętego Mikołaja Owena w parafii Świętego Edwarda Wyznawcy na terenie Burton Latimer.
Jego wspomnienie liturgiczne obchodzone jest w dies natalis (22 marca).

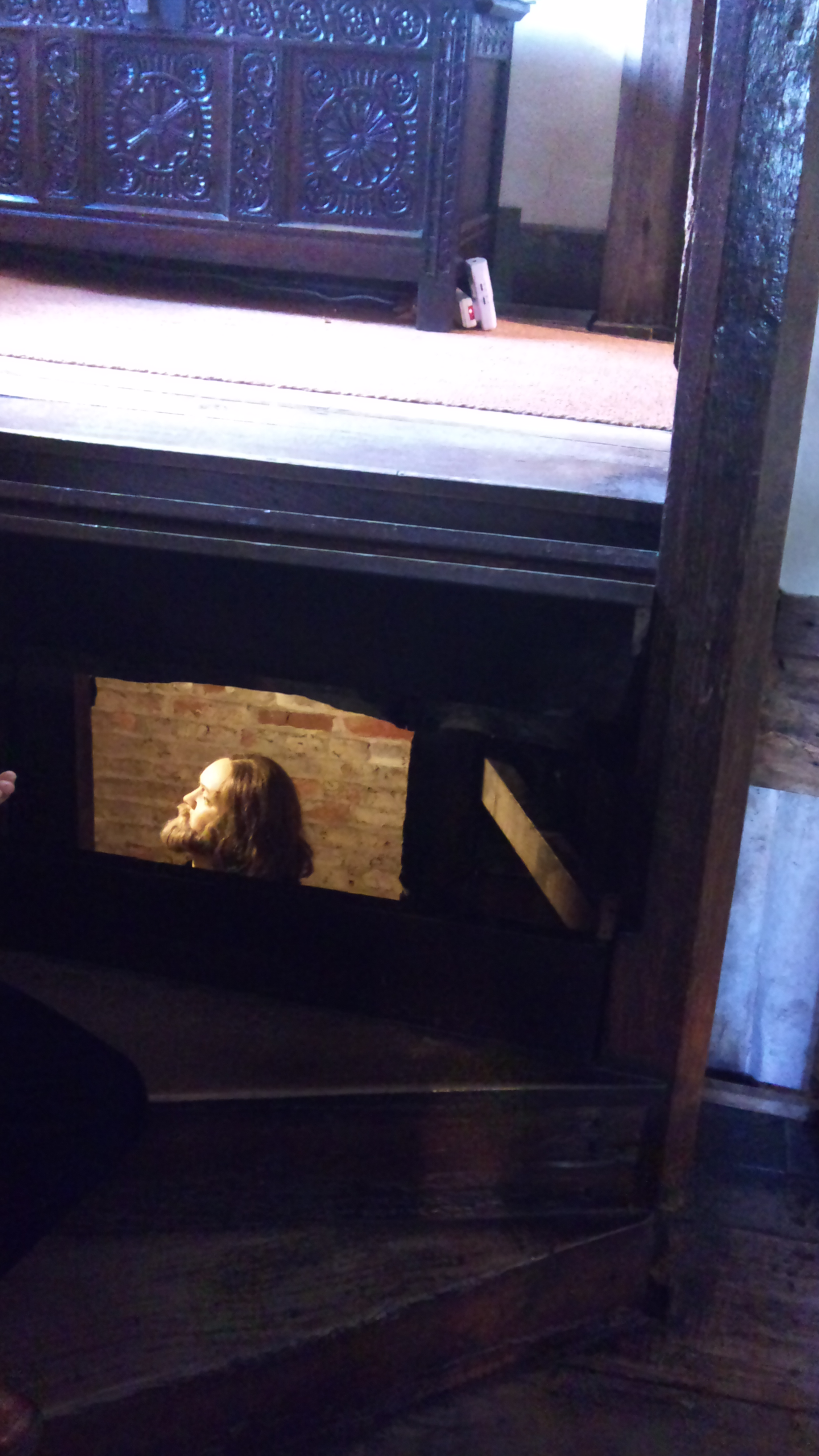
Kryjówka (priest hole) w schodach wykonana przez Mikołaja Owena w XVI wiecznej rezydencji ziemiańskiej Harvington Hall w hrabstwie Worcestershire.
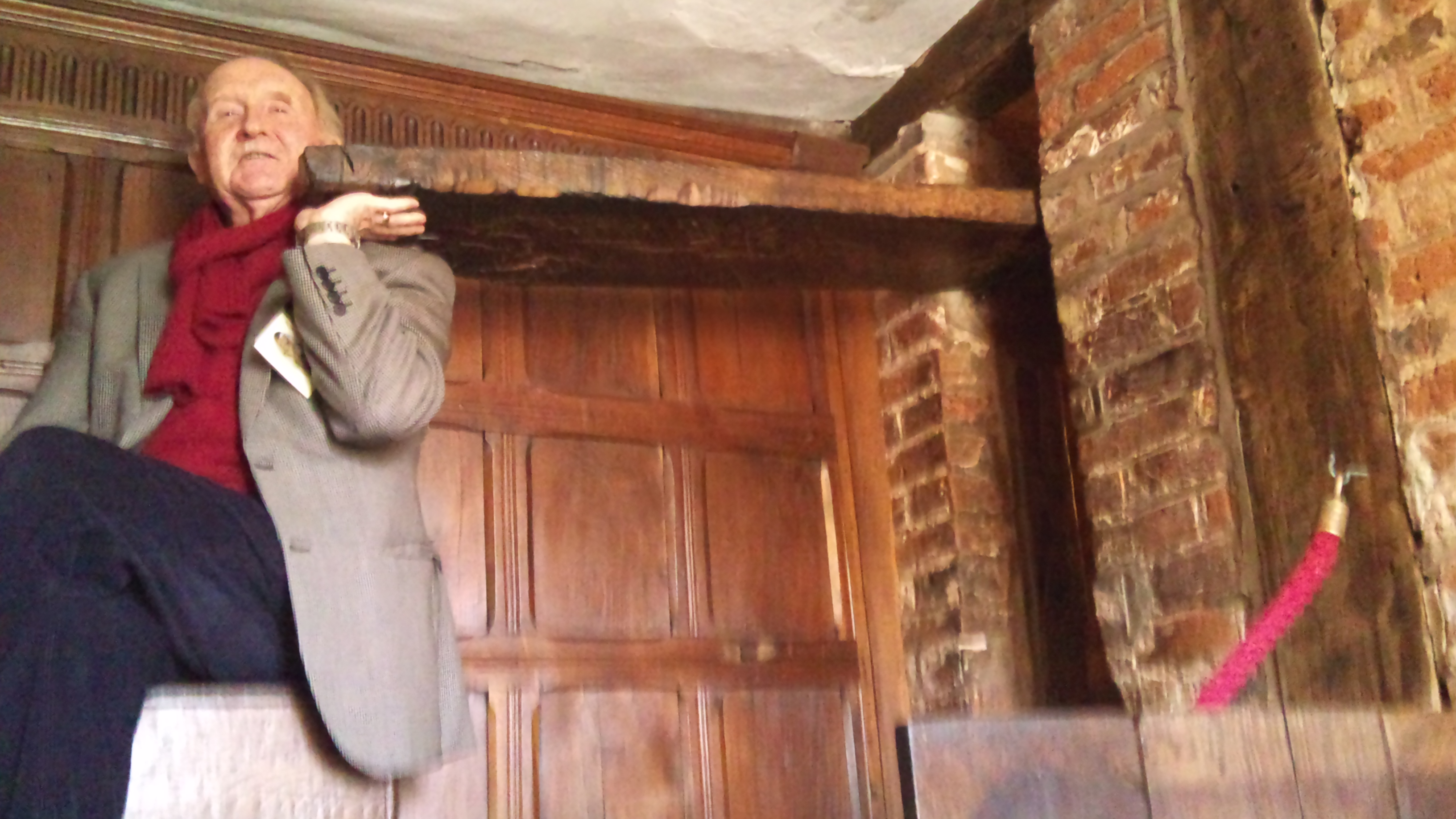
Wejście do innej kryjówki zrobionej przez Owena w Harvington Hall – w bibliotece domowej.
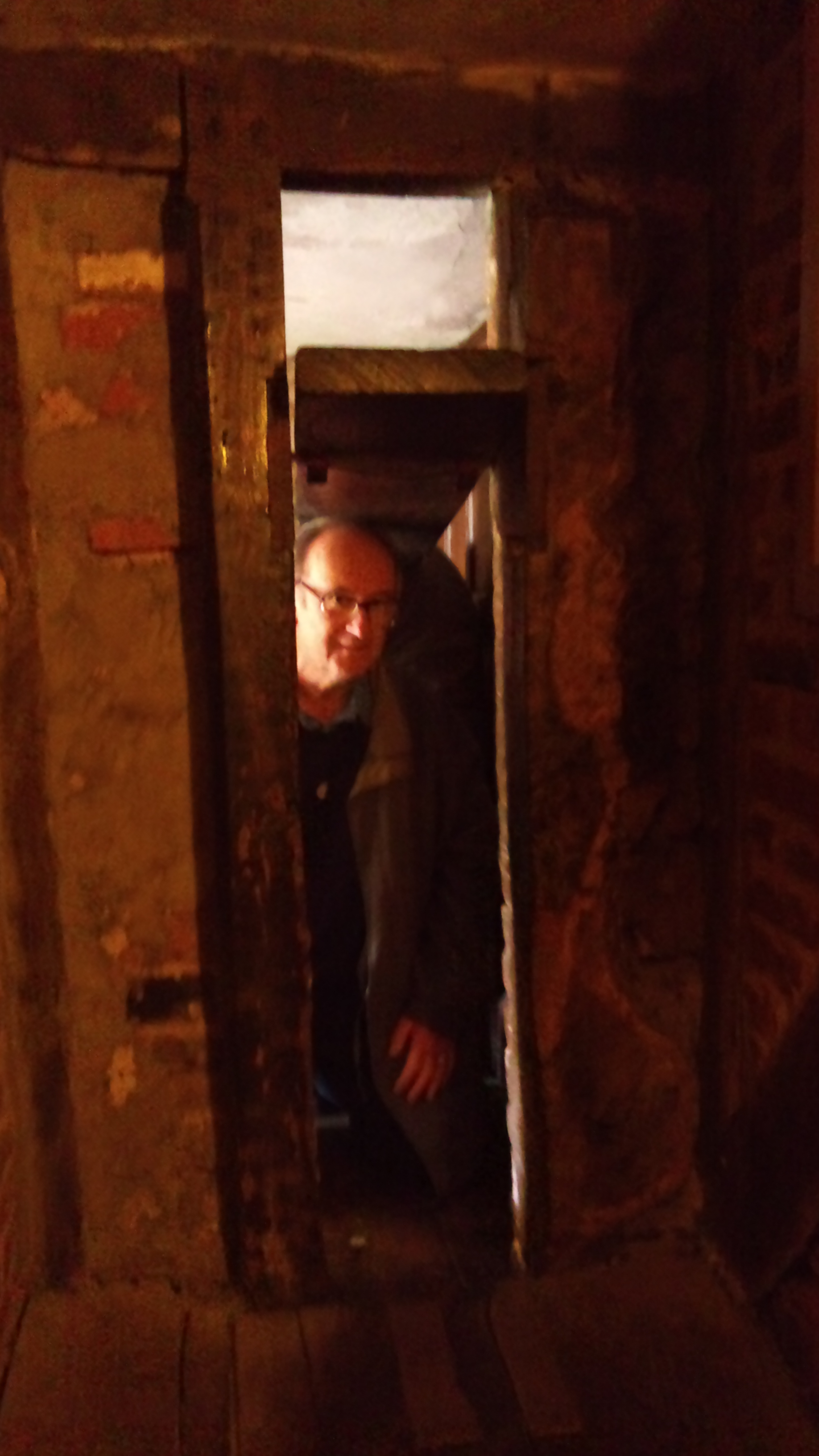
Wejście do kryjówki w bibliotece domowej Harvington Hall widziane od wewnątrz.
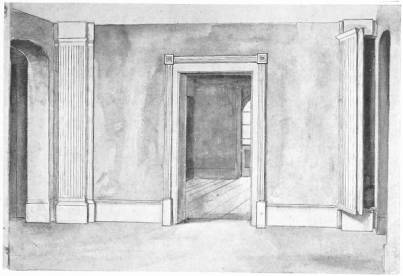
Ukryte wejście do priest hole w Partingdale House, Middlesex
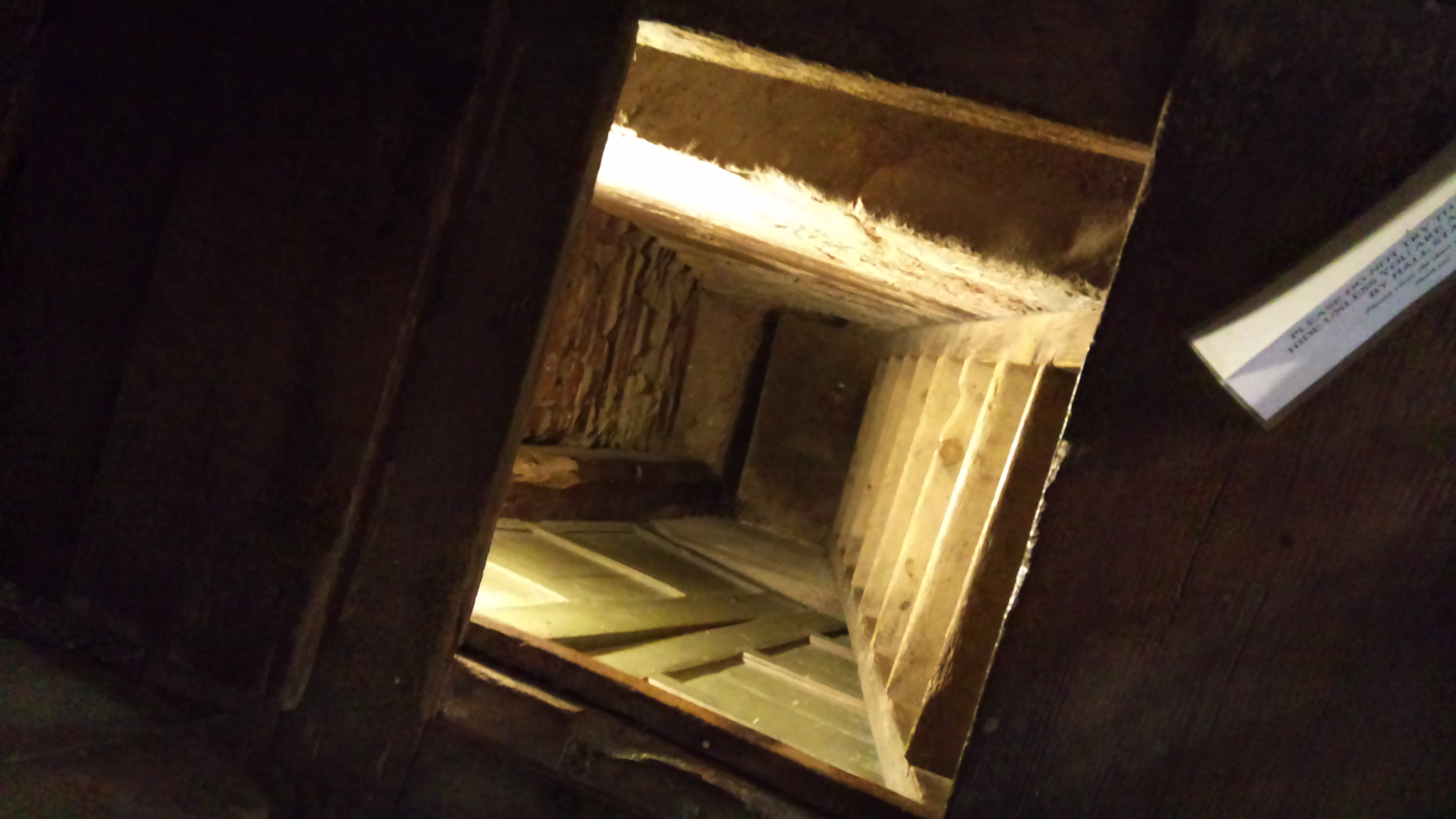
Schowek znajdujący się pod podłogą w pomieszczeniu przylegającym do saloniku domu należącego do Humphreya Pakingtona, zbudowanego w latach 80. XVI wieku (Harvington Hall)[7].